# АЭС Вермонт Янки
АЭС Вермонт Янки (англ. Vermont Yankee Nuclear Power Plant) — закрытая атомная электростанция на северо-востоке США.  
Станция расположена на берегу реки Коннектикут в округе Уиндем штата Вермонт, в 55 милях на север от Спрингфилда.
Строительство АЭС Вермонт Янки началось в 1967 году, а в 1972 она была подключена к энергосистеме США. На электростанции был установлен один реактор типа кипящего водяного BWR фирмы General Electric. Мощность единственного реактора и всей АЭС Вермонт Янки составляла 650 МВт. Срок эксплуатации АЭС Вермонт Янки был ограничен 2012 годом, но был продлен до 2031 года.
Тем не менее, окончательно станция была остановлена 29 декабря 2014 года. Причиной остановки стал дешевеющий природный газ (за счет роста объема сланцевого газа) и, как следствие, удешевление электроэнергии производимой на газовых электростанциях. На закрытие также повлияло ужесточение требований к безопасности станций после аварии на АЭС Фукусима-1 в Японии.

## Инциденты
В 2007 году на станции обрушилась охладительная башня (градирня), кроме того эксперты неоднократно фиксировали утечки радиации.

## Информация об энергоблоках
| Энергоблок   | Тип реакторов | Мощность | Мощность | Начало строительства | Физпуск    | Подключение к сети | Ввод в эксплуатацию | Закрытие   |
| Энергоблок   | Тип реакторов | Чистый   | Брутто   | Начало строительства | Физпуск    | Подключение к сети | Ввод в эксплуатацию | Закрытие   |
| ------------ | ------------- | -------- | -------- | -------------------- | ---------- | ------------------ | ------------------- | ---------- |
| Вермонт Янки | BWR           | 605 МВт  | 635 МВт  | 11.12.1967           | 24.03.1972 | 20.09.1972         | 30.11.1972          | 29.12.2014 |